# جزيرة يوبا
جزيرة يوبا وهي جزيرة من جزر إندونيسيا، وتقع مقاطعة كوتاي كارتانيغارا في إقليم كالمنتان الشرقية في إندونيسيا.